# 3-й Кубанский корпус (ВСЮР)
3-й Кубанский корпус (3-й конный корпус) — войсковое соединение в составе Добровольческой армии и ВСЮР.

## История
Образован 15 (28) мая 1919 в составе 1-й Кавказской и 1-й Терской казачьих дивизий. Командующим был назначен генерал-лейтенант А. Г. Шкуро, но, так как он находился в командировке в Екатеринодаре, временное командование принял генерал от артиллерии В. А. Ирманов.
1-я Терская казачья дивизия вскоре была передана в распоряжение генерала В. З. Май-Маевского, а в состав корпуса вместо неё были включены две пластунские бригады — 2-я Кубанская генерала А. А. Геймана и 1-я Терская генерала Г. Н. Расторгуева. Шкуро был этим недоволен; по его словам:

Мой корпус из конного обратился в смешанный конно-пеший, что лишало его подвижности и препятствовало производству дальних рейдов.— Шкуро А. Г. Гражданская война в России: Записки белого партизана, с. 218.
6 (19) июня Шкуро принял командование, но уже 9 (22)-го приказом Деникина был назначен командующим Западным фронтом Добровольческой армии, и на следующий день Ирманов вновь стал врио командующего.
В сентябре командование корпусом, переброшенным с Украины в район Белгорода, и отличившимся при взятии Курска, вновь принял Шкуро, совершивший рейд по тылам красных, противостоявших Донской армии, и 17 (30) сентября взявший Воронеж. В октябре 1919 Шкуро возглавил конную группу из 3-го Кубанского и 4-го Донского корпусов, вновь назначив генерала Ирманова командовать корпусом.
В составе группы Шкуро, корпус, насчитывавший 5 (18) октября 1919 1195 штыков и 2645 сабель при 132 пулеметах и 20 орудиях, участвовал в Воронежско-Касторненском сражении, где 11 (24) октября потерпел поражение под Воронежем, а ко 2 (15) ноября был разбит превосходящими силами противника под Касторной.
После взятия Воронежа Шкуро начал формировать в составе корпуса Стрелковую бригаду, в которую, по его словам, «охотно записывались освобожденные офицеры, рабочие, даже крестьяне».
Распоряжением командования от 25 октября (7 ноября) 1919 было приказано сформировать и включить в состав корпуса Отдельную стрелковую бригаду в следующем составе:
- 1-й Стрелковый полк (переименован из Стрелкового полка 1-й Кавказской казачьей дивизии)
- 2-й Стрелковый полк (переименован из Стрелкового полка 1-й Терской казачьей дивизии)
- Отдельный стрелковый артиллерийский дивизион (1-я и 2-я батареи)
- запасной батальон

Закончить формирование бригады не удалось, и 6 (19) апреля она была расформирована.
В марте 1920 на основе частей корпуса создана Сочинская группа войск (с апреля — войска Кавказского побережья).

## Командующие
- Генерал-лейтенант А. Г. Шкуро 15 (28) мая — декабрь 1919
- Генерал от кавалерии В. А. Ирманов (врио) 15 (28) мая — 6 (19) июня; 10 (23) июня — сентябрь; октябрь — ноябрь 1919

## Начальники штаба
- Генерал-майор А. М. Шифнер-Маркевич  (врио) 15 (28) — 17 (30) мая 1919
- Полковник В. И. Соколовский (врио) май — июнь 1919
- Генерал-майор А. М. Шифнер-Маркевич — 8 (21) июня 1919 — март 1920
- Полковник Г. П. Татонов (врио) — сентябрь 1919